# ربکا جانستون
ربکا جانستون (انگلیسی: Rebecca Johnston؛ زادهٔ ۲۴ سپتامبر ۱۹۸۹) بازیکن هاکی روی یخ اهل کانادا است.